# Callopistria carmioli
Callopistria carmioli är en fjärilsart som beskrevs av William Schaus 1911. Callopistria carmioli ingår i släktet Callopistria och familjen nattflyn. Inga underarter finns listade i Catalogue of Life.